# ارمنستان سلجوقی
ارمنستان سلجوقی اشاره به سال‌های نخست سده یازدهم میلادی دارد که ارمنستان از شرق و غرب مورد تخت و تاز سلجوقیان و امپراتوری بیزانس قرار گرفت.

## تاریخ
از سال‌های نخست سده یازدهم میلادی پادشاهی باگراتونی رو به ضعف نهاد و به دوران زوال خود نزدیک شد. نظام فئودالی، که تقریباً سراسر قلمرو ارمنستان را فرا گرفته بود، به شدت زندگی طبقهٔ روستایی را تحت تأثیر قرار داده و سبب فقر و تنگدستی هرچه بیشتر آن‌ها شده بود. زمینداران بزرگ تمامی محصولات کشاورزی را از آن خود می‌ساختند و از آنجا که تجارت و داد و ستد نیز در انحصار آنان بود با فروش محصولات کشاورزی و کالاهای متنوع دیگر، که حاصل کار صنعتگران و هنرمندان بود، ثروتی هنگفتی بدست آورده بودند. این وضعیت سبب رقابت شدید میان زمینداران بزرگی شد که صاحب ثروت فراوان و املاک وسیع بودند، این رقابت به تدریج به دشمنی میان آنان تبدیل شد و ارمنستان را در آستانهٔ اختلافات و جنگ‌های داخلی قرار داد.
امپراتوری بیزانس، که متوجه نفوذ قبایل ترکنژاد به سمت غرب شده بود، در صدد برآمد تا با تصاحب ارمنستان و ایجاد نیروی نظامی عظیمی در آسیای صغیر، مانعی جدی در برابر حملات آتی قبایل مذکور پدیدآورد. پادشاه ارمنستان، گاگیک یکم، درگذشت و چون جانشینی برای خود تعیین نکرده بود سبب شد تا بین دو فرزندش، هوهانس-سمبات سوم و آشوت چهارم، برای تصاحب تاج و تخت پادشاهی، اختلاف به وجود آید. در اندک زمانی پس از مرگ وی، درباریان و نظامیان به پیروی از هریک از مدعیان حکومت به دو دسته تقسیم شدند و نبردی سنگین بین آنان درگرفت که تا مدت‌ها ادامه یافت. هر دو مدعی متحمل تلفاتی سنگین شدند هیچ‌یک و به هیچ قیمتی حاضر نبودند از مواضع خود عقب بنشینند تا اینکه سرانجام، با مداخلهٔ پادشاه گرجستان، دو برادر با یکدیگر آشتی کردند و قلمرو مستقل باگراتونی بین آنان تقسیم شد.
بر این اساس، هوهانس-سمبات سوم، به منزلهٔ پادشاه ارمنستان، در آنی، پایتخت دولت باگراتونی، تاجگذاری کرد و به جز شهر مذکور، اکثر ولایت مهم ارمنستان نیز در قلمرو حکومت او قرار گرفت. بخشی از ولایت مرزی، از جمله سرزمین‌هایی که در مرز ایران قرار داشت، نیز به آشوت چهارم، که اکنون مقام ولایتعهدی را نیز به خود اختصاص داده بود، رسید. به این ترتیب، سرزمین مستقل ارمنستان به دو بخش تقسیم شد و یکپارچگی خود را از دست داد.
آشوت چهارم، که فکر حکومت بر سرتاسر سرزمین ارمنستان او را رها نمی‌ساخت، با امپراتور باسیل دوم، متحد و برآن شد تا با ارتشی نیرومند بر سپاهیان برادرش بتازد اما هوهانس سمبات، به سفارش مشاوران خود، تدبیری اندیشید و پیمان صلحی با پادشاه بیزانس منعقد ساخت که مطابق آن پس از مرگ وی حکومت ارمنستان رسماً به او می‌رسید و به این ترتیب، سلطنت خود و ارمنستان را از جنگی سخت نجات داد. باسیل با این پیشنهاد موافقت کرد.
در اواخر ۱۰۳۹ میلادی، آشوت چهارم در گذشت؛ در همین زمان سپاهی به فرماندهی شخصی به نام «ابوالاسور»، که
از سوی بیزانس حمایت می‌شد، مرزهای ارمنستان را مورد تهاجم قرار داد.
هوهانس سمبات، با کمک گرجی‌ها، سپاهی فراهم آورد و توانست طی نبردهایی بر لشکریان ابوالاسور پیروز شود، اما پس از مدتی به سختی بیمار شد و سرانجام در اواخر ۱۰۴۱ میلادی درگذشت و از آنجا که جانشینی برای خود تعیین نکرده بود، با مرگ وی، جنگ‌های داخلی در ارمنستان، به قصد تصاحب قدرت، میان زمینداران بزرگ و فرماندهان نظامی قدرتمند آغاز شد.
امپراتور جدید بیزانس، میخائیل پنجم، نیز، که بر اساس پیمان قدیمی این دولت با ارمنستان رسماً خود را وارث تاج و تخت پادشاهی باگراتونی می‌دانست، برای تصاحب آن با سپاهی عظیم به سوی ارمنستان حرکت کرد اما با مقاومت شدید لشگریان ارمنستان به رهبری واهرام پاهلاوونی مواجه شد و به سرعت شکست خورد. پس از مدتی، واهرام پاهلاوونی به همراهی برخی بزرگان کشور برادرزادهٔ هوهانس سمبات؛ یعنی، فرزند آشوت چهارم، گاگیک دوم، را، که هجده سال بیشتر نداشت، به منزلهٔ وارث تاج و تخت باگراتونی، پادشاه ارمنستان اعلام کرد.
گاگیک دوم پادشاهی صلح طلب بود و قصد داشت تا آرامش را به سرزمین ارمنستان بازگرداند. به این منظور، تصمیم گرفت تا به اختلافات داخلی پایان دهد اما در همین اثنا با نخستین حملات ترکان سلجوقی مواجه شد که تا مرزهای ارمنستان پیشروی کرده بودند.
او موفق شد طی نبردی بر سپاهیان سلجوقی فائق آید و آنان را به عقب راند اما مقارن این نبرد کنستانتین نهم که سیاست پایان بخشیدن به حکومت باگراتونی را در رأس اهداف خود قرار داده بود، پیشنهاد صلح گاگیک دوم را نپذیرفت و به ارمنستان حمله کرد. پس از چندین دوره نبرد سخت میان پادشاه، گاگیک دوم و امپراتور بیزانس، سرانجام، بیزانس دریافت که از طریق جنگ نخواهد توانست بر ارمنستان غلبه یابد؛ لذا، به حیله‌ای سیاسی متوسل شد و به گاگیک دوم پیشنهاد آشتی داد و از او خواست تا به منظور انعقاد پیمان صلح به کنستانتینوپول بیاید.
به این ترتیب، گاگیک در دام نیرنگ کنستانتین نهم افتاد و به محض ورود به کنستانتینوپول متوجه خیانت برخی از نزدیکان خود شد و دستگیر و زندانی گردید. پس از چندی، سپاهیان بیزانس آنی را تصرف کردند و در اندک زمانی تمامی سرزمین ارمنستان تحت سلطهٔ امپراتوری بیزانس قرار گرفت و به یکی از استانهای آن امپراتوری تبدیل شد.

## نبردهای سلجوقیان در ارمنستان (۱۰۴۵ تا ۱۰۶۳ میلادی)
با سقوط سلسلهٔ باگراتونی، به جز چند ناحیهٔ کوچک، اکثر ولایات و استان‌های ارمنستان تحت سلطهٔ امپراتوری بیزانس قرار گرفت و حفاظت از مرزهای ارمنستان، در برابر حملات سلجوقیان، مبدل به یکی از مهمترین سیاست‌های امپراتوری بیزانس شد زیرا آنان قصد داشتند تا از این سرزمین به منزلهٔ سدی محکم در برابر تهاجمات سپاهیان سلجوقی استفاده کنند.
کنستانتین نهم به سرعت تغییرات نظامی وسیعی در ارمنستان به وجود آورد. احداث پادگانهای نظامی جدید، تشکیل یگان‌های منظم از نیروهای نظامی ارمنی، استقرار نیروهای نظامی آموزش دیدهٔ بیزانسی و بنای حصارهای جدید در اطراف شهرهای مهم از جمله اقدامات کنستانتین در ارمنستان بود. مسلماً اجرای تمامی این موارد به هزینه‌ای هنگفت نیاز داشت که دولت بیزانس این مشکل را نیز با تعیین مالیات‌های سنگین برای ساکنان ارمنی ولایت مختلف مرتفع ساخت و بودجهٔ لازم را برای نیل به مقاصد نظامی خود بر ضد سلجوقیان در ارمنستان فراهم آورد.

پادشاهی باگراتونی

طغرل بیک ارتش غزنویان را شکست داد؛ او طی مدتی کوتاه خوارزم، همدان و سرانجام شهر ری را به تصرف درآورد و به این ترتیب، موفق شد راه سپاهیانش را به سوی ارمنستان و گرجستان هموار سازد. تقریباً، از اواسط ۱۰۴۵ میلادی، سپاهیان سلجوقی، پس از تصرف ولایات شمالی ایران، موفق شدند از رودخانهٔ ارس عبور کنند و از سمت مرزهای شرقی وارد ارمنستان شوند. در ۱۰۴۷ میلادی، طغرل سپاه دیگری را به سرزمین ارمنستان گسیل داشت. این سپاه، که متشکل از بیست هزار نیروی سواره بود، قصد آن داشت تا شهرهای ثروتمند استان واسپورکان را به تصرف درآورد. طی چندین نبرد پیاپی، در طول یک سال، سپاه سلجوقی موفق به تسخیر ۲۴ ناحیهٔ مهم این استان شد و غنائم بسیاری را ازآن خویش ساخت.
پس از چندی، نیروهای بیزانسی از نواحی دیگر وارد استان واسپورکان شدند و ارتش سلجوقی، که پس از چندین، جنگ سخت و درازمدت، دیگر رمقی برای مقابله نداشت، در برابر آنان شکست خورد و به سمت دوین (شهر باستانی) عقب نشست. طغرل بار دیگر با ارتشی نیرومند به سوی ارمنستان حمله کرد. این نبردها نیز یک سال به طول انجامید و ارتش بیزانس در برابر نیروهای سلجوقی متحمل شکست و تلفات فراوان شد. در طی این نبردها بسیاری از شهرها و روستاهای ارمنستان ویران شد و عدهٔ بیشماری از ساکنان آن‌ها نیز کشته شدند. ارتش سلجوقی همچنان به پیشروی خود در خاک ارمنستان ادامه داد و سرانجام موفق شد شهر ثروتمند آرزن را نیز به تصرف درآورد. به این ترتیب، ارتش سلجوقی به ثروت سرشار این شهر دست یافت و مخازن طلا و نقره را از آن خود ساخت. سیاست نادرست بیزانس در قبال ارمنستان سبب شد تا این سرزمین توان مبارزه در برابر حملات سلجوقیان را نداشته باشد.
از آنجا که امپراتوری بیزانس مجبور بود هم‌زمان در چند جبههٔ متفاوت به نبرد بپردازد کارگزاران این دولت اکثر نیروهای نظامی ارمنی را، به دلیل مهارت و تبحر رزمی آنها، در مکان‌های دیگر که از نظر آنان مهم‌تر محسوب می‌شد به خدمت گرفته بودند و نظامیان خود را، که بعضاً از سربازان بلغاری و گرجی تشکیل می‌شدند و شایستگی لازم را برای مقابله با سپاهیان سلجوقی نداشتند، در ارمنستان مستقر کرده بودند. امپراتور بیزانس، که با مشکلاتی فراوان رو به رو بود، به طغرل پیشنهاد صلح داد. طغرل نیز که در صدد تصرف بغداد بود، پیشنهاد صلح او را پذیرفت. بر این اساس، در ۱۰۴۹ میلادی، پیمان صلحی بین آن دو بسته شد که مطابق آن طغرل می‌بایست در حدود چهار سال از هرگونه تهاجمی به محدودهٔ امپراتوری بیزانس خودداری می‌کرد.
در ماه‌های نخست ۱۰۵۲ میلادی نیروهای سلجوقی بار دیگر وارد خاک این کشور شدند. آنان این بار قصد داشتند تا پیش از شروع هر گونه نبردی تسلیحات و امکانات لازم را در محدودهٔ قلمرو ارمنستان فراهم آورند. هدف اصلی آن‌ها تصرف شهرها و مراکز مهم سیاسی، اقتصادی و نظامی ارمنستان بود. طغرل در ۱۰۶۰ میلادی تصمیم گرفت بار دیگر به ارمنستان حمله کند. این بار هدف او تنها سرکوبی نیروهای سیاسی و نظامی بیزانسی مستقر در ارمنستان نبود بلکه او قصد داشت تا برای همیشه به مسئلهٔ ترکمنانی که به مخالفت با او برخاسته بودند، در خاک ارمنستان، پایان دهد. او نواحی و شهرهای غربی و جنوبی ارمنستان را مورد تهاجم قرار داد و طی چندین نبرد پیاپی موفق شد برخی از شهرهای مهم ارمنستان را به تصرف درآورد. جنگ‌های طغرل در ارمنستان تا ۱۰۶۳ میلادی ادامه یافت. در این سال طغرل موفق شد تا در ناحیهٔ دیاربکر به فتوحات فراوانی دست یابد و شهرهای مهم این ناحیه را نیز تسخیر کند.

## نبردهای سلجوقیان در ارمنستان (نیمهٔ دوم سده یازدهم میلادی)
در اواسط زمستان ۱۰۶۳ میلادی، سپاه آلپ ارسلان از شهر ری به سمت استان واسپورکان ارمنستان حرکت کرد و در مرند، اردو زد. اندکی بعد، نیروهای جنگی امرای آذربایجان و شروان نیز به او پیوستند و پس از چند روز، با عبور از رودخانهٔ ارس به نخجوان رسیدند. سپس او سپاه خود را به دو دسته تقسیم کرد. بخشی را به فرماندهی فرزندش ملک‌شاه یکم و وزیرش، خواجه نظام‌الملک به نواحی مرکزی ارمنستان فرستاد و خود در رأس سپاهی دیگر رهسپار گرجستان شد.

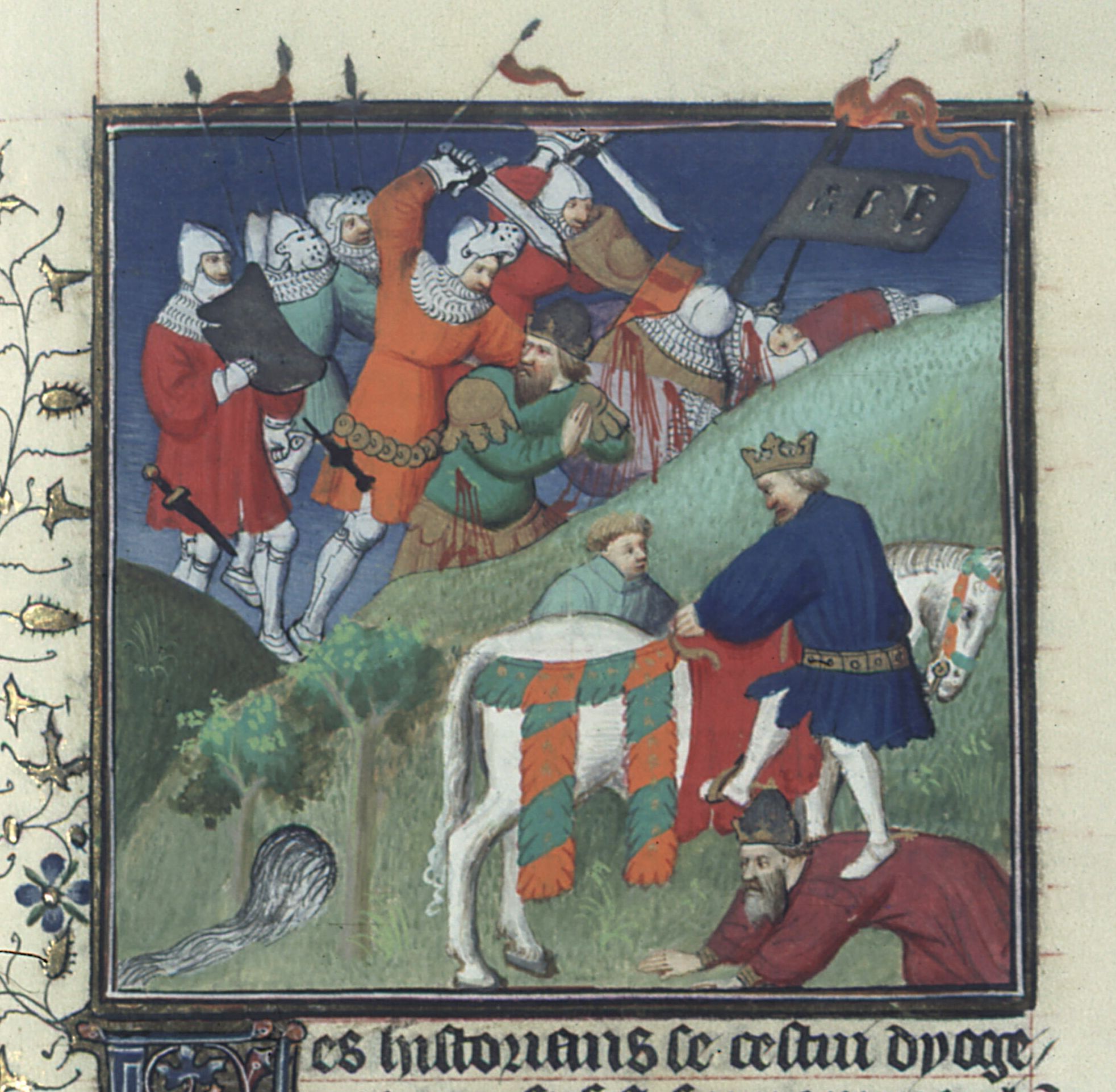
آلپ ارسلان در جنگ ملازگرد

سپاه ملکشاه، پس از تصرف بخش بزرگی از نواحی مرکزی ارمنستان، شهرها و قلعه‌های مهم آن به لشگریان آلپ ارسلان پیوست و این سپاه بزرگ آمادهٔ حمله‌ای گسترده به گرجستان و نواحی شمالی ارمنستان شد. آلپ ارسلان گرجستان را به تصرف درآورد و نیروهای بیزانسی نیز نتوانستند در برابر سپاه او مقاومت کنند. او در اواخر زمستان ۱۰۶۴ میلادی، به سمت آنی (شهر باستانی) حرکت کرد.
خبر استقرار سپاهیان سلجوقی از طریق کشاورزان ناحیه به نگهبانان بیزانسی رسید و آنان به سرعت دروازه‌های شهر را بستند و تمامی ورودی‌ها را با سنگ و چوب مسدود ساختند. با آغاز نبرد بخش بزرگی از برج و باروهای شهر دچار حریق شد. آلپ ارسلان قصد داشت با سوزاندن ورودی‌های چوبی شهر راهی برای ورود به آن باز کند اما سربازان به سرعت از طریق آبراههای متعددی که در اطراف شهر وجود داشت آتش را خاموش کردند و به این ترتیب، نخستین تدابیر نظامی آلب ارسلان با شکست مواجه شد. آلپ ارسلان پس از تأمل فراوان دستور داد تا سپاهیانش با کندن حفره‌هایی از زیر دیوارهای مستحکم قلعه راهی به داخل شهر باز کنند. کندن این حفره‌ها، هفته‌ها به طول انجامید. سرانجام نیروهای سلجوقی توانستند راهی زیرزمینی به داخل شهر ایجاد کنند اما به دلیل تنگ بودن معبر حفر شده تعداد کمی از سربازان توانستند وارد شهر شوند که آن‌ها نیز بلافاصله هدف تیرهای نگهبانان قلعه قرار گرفتند و کشته شدند. پس از شکست این نقشه، آلپ ارسلان تصمیم به عقب‌نشینی گرفت. در پی این اختلاف دو تن از مهمترین سرداران نظامی بیزانس به همراه نیروهای خود آنی را ترک کردند و به دنبال خروج آن‌ها شهر دچار آشفتگی شد. آلپ ارسلان از این آشفتگی به نفع خود بهره برد. بدین ترتیب، سربازان سلجوقی دروازهٔ اصلی را شکستند و از آنجایی که نگهبانان و تیراندازان قلعه‌ها را ترک کرده بودند نیروهای آلب ارسلان بدون درگیری چندانی وارد آنی شدند و آن را تصرف کردند.
آلپ ارسلان در اوایل ۱۰۷۰ میلادی، بار دیگر از مسیر نواحی جنوب شرقی ارمنستان راهی متصرفات بیزانس، در آسیای صغیر، شد. این بار هدف اصلی او تصرف قلعه‌های واقع در ملازگرد بود. با تصرف این ناحیه او به راحتی می‌توانست به سرزمین‌های اصلی تحت سلطهٔ بیزانس دست یابد. از سوی دیگر، امپراتور بیزانس، بدون آنکه از مقصود اصلی آلپ ارسلان آگاه باشد، با سپاهی بزرگ به طرف نواحی شرقی به راه افتاد. نبردهایی متعدد بین نیروهای بیزانسی و سلجوقی درگرفت. در نبردهای نخست نیروهای بیزانسی موفق شدند ارتش سلجوقی را شکست دهند اما ارتش بیزانس، به دلیل اختلاف بین سردارانش، خیلی زود دچار آشفتگی شد و در پی آن بسیاری از سرداران نظامی به همراه سربازانشان میدان نبرد را ترک کردند و در نتیجه، امپراتور بیزانس، رومانوس چهارم، با لشکر اندک خود در برابر نیروهای سلجوقی شکست خورد.
شکست بیزانس در نبرد ملازگرد به مثابهٔ پایان حکومت این امپراتوری در ارمنستان بود. پس از این نبرد، سلجوقیان علاوه بر تصرف ملازگرد نواحی مرکزی و غرب آسیا را نیز از آن خویش ساختند و به این ترتیب، سراسر سرزمین ارمنستان تحت سلطهٔ سلجوقیان قرار گرفت.

## ارمنستان در دوران حاکمیت سلجوقیان
در مدتی کوتاه لشگریان سلجوقی مابقی قلعه‌های ناحیهٔ قارص را نیز به تصرف درآوردند و از این زمان به بعد حکومتی به شکل امیرنشین در ارمنستان ایجاد شد که در ابتدا کاملاً مطیع حکومت مرکزی سلجوقیان بود. چند سال بعد، رهبران کلیسای ارمنستان برای برخی مذاکرات، نماینده‌ای به نزد ملکشاه فرستادند. ملکشاه فرستادگان کلیسای ارمنی را با احترام فراوان پذیرفت و با قبول خواستهٔ آنان، که کاستن از میزان مالیات تعیین شده بود، طبق فرمانی دستور داد تا کلیساها را از پرداخت مالیات معاف کنند. او همچنین برادرزادهٔ خویش، «قطب الدین اسماعیل»، را در مقام امیر تمام سرزمین‌های آران و ارمنستان منصوب داشت و پس از چندی نیز گنجه را به منزلهٔ مرکز این امیرنشین انتخاب کرد.
همچنین به فرمان ملکشاه به بازسازی شهرها و روستاهایی پرداخت که در طی جنگ‌ها آسیب دیده بودند. به این ترتیب، بسیاری از قلعه‌ها، به ویژه، در شهرهای مهمی چون آنی، دوین و ملازگرد، ترمیم و راه‌های تجاری بازسازی شدند. بناهای نو و متعدد دیگری نیز در برخی از شهرهای مهم ارمنستان ایجاد و چندین شهر جدید نیز بنا شد.
تمامی زمین‌ها و اراضی، که در تملک زمینداران بزرگ ارمنی بود، از تصاحب آن‌ها خارج شد و در اختیار سلجوقیان قرار گرفت. آنان نیز برای ادارهٔ این زمین‌ها به چند شیوه عمل می‌کردند. برخی از این املاک زمینهایی بود که به همراه مردمان ساکن آن به شخص شاه تعلق می‌گرفت. شاه و خانوادهٔ سلطنتی از محل کشت و برداشت این نوع زمین‌ها، که (خاصه) نام گرفته بود، درآمدی کسب می‌کردند که به خزانهٔ سلطنتی انتقال می‌یافت.
نوع دیگری از مالکیت بر زمین املاکی بود که تحت عنوان (اقطاع) به سرداران نظامی و مقامات کشوری دیگر تعلق داشت. این زمین‌ها اکثراً به دست سرداران سلجوقی تصرف شده بود و جزو املاک شخصی آن‌ها به حساب می‌آمد. در این دوره، ارمنستان به ایالتهای متعددی تقسیم شده بود و در هر ایالت، امیری حکومت می‌کرد. این امرا از میان خویشان و نزدیکان ملکشاه انتخاب می‌شدند و کاملاً تابع او بودند. در این دوره ادارهٔ روستاها را شخصی به نام رئیس بر عهده داشت که معمولاً از خود ساکنان روستا انتخاب می‌شد و ادارهٔ قلعه‌ها و حصارهای نظامی نیز به برخی از سرداران مهم سلجوقی واگذار شده بود. ملکشاه در امر تجارت و داد و ستد نیز تغییراتی اعمال کرد از جمله اینکه از میزان مالیات مربوط به بازرگانان کاست و بسیاری از محدودیت‌های مربوط به داد و ستد کالاها را از میان برداشت. این سیاست‌ها سبب رفاه و ترقی ارمنستان شد.
بسیاری از متون تاریخی ارمنی بر این باورند که ارمنستان این رفاه را مدیون سیاست و درایت وزیر ایرانی ملکشاه؛ یعنی، خواجه نظام‌الملک بوده لیکن این دوران چندان به درازا نکشید و با کشته شدن خواجه نظام الملک و مرگ ملکشاه به پایان رسید.
فرمانروایی سلجوقیان به سه بخش تقسیم شد: سلاجقهٔ کرمان، سلاجقهٔ شام و سلاجقهٔ عراق، که فرزندان محمد بن ملکشاه بودند. ارمنستان نیز تحت حکومت سلاجقهٔ عراق قرار گرفت.
درگیریهای به وجود آمده میان امیران و زمین داران قدرتمند شرایط سختی را برای ساکنان ارمنی این نواحی پدیدآورده بود. از سویی نیز پادشاه گرجستان موفق شده بود به حاکمیت امیران سلجوقی، که بخش‌هایی از سرزمین گرجستان را در تصرف داشتند، پایان دهد. این عوامل سبب شد جمعیت انبوهی از ساکنان ارمنستان از جمله هنرمندان، صنعتگران، بازرگانان و حتی برخی از سرداران و خاندانهای نظامی به گرجستان مهاجرت کنند. آنان طی اقامتشان در گرجستان، علاوه بر آنکه موفق به ایجاد نوعی تحول فرهنگی شدند، در اثر کارآمدی نظامی و سیاسی برخی از خاندان‌های ارمنی در اندک زمانی توانستند به مقامات بالایی در ارتش و سازمان سیاسی گرجستان دست یابند.

## پایان حکومت سلجوقیان بر ارمنستان
ارمنستان زاکارید از اواسط سده یازدهم میلادی، از نواحی جنوب ارمنستان، به گرجستان مهاجرت کرده بودند. آن‌ها در اندک زمانی در سازمان نظامی و سیاسی گرجستان نفوذ کردند و به مقامات بالایی دست یافتند تا جایی که پادشاه گرجستان سرزمین‌هایی را تحت مالکیت آن‌ها قرار داد. خاندان زاکاریان بخش بزرگی از نیروها و خاندان‌های نظامی ارمنستان را به سوی خویش جذب کردند و آن‌ها را متقاعد ساختند که در کنار ارتش گرجستان و بر ضد امرای سلجوقی وارد نبرد شوند.

خاندان زاکاریان

ارتش گرجستان به فرماندهی سرداران ارمنی توانست در نخستین جنگ‌های خود برخی از سرزمین‌های مجاور گرجستان را که تحت سلطهٔ گروهی از امرای سلجوقی بود به تصرف درآورد که ادارهٔ این مناطق به یکی از مقامات ارشد خاندان‌های ارمنی سپرده شد. در ۱۱۸۵ میلادی، «امیر سارکیس زاکاریان»، از چهرهای نظامی برجستهٔ این خاندان، به فرماندهی کل ارتش گرجستان انتخاب شد. او به همراهی دو فرزند خود، زاکاره و ایوانه که آن‌ها نیز فرماندهی بخش‌هایی از ارتش گرجستان را بر عهده داشتند، بسیاری از مناطق شمالی ارمنستان را از دست امرای سلجوقی خارج ساخت و خود در مقام امیر، ادارهٔ این نواحی را بر عهده گرفت.
زاکاره در ۱۱۹۶ میلادی، به گنجه حمله کرد و بخش‌هایی از آن را از تصرف حاکم آن، ابوبکر، خارج ساخت. در پی این حمله ابوبکر با لشگریان خود به نبرد سپاهیان گرجی و ارمنی رفت. در جنگ سختی که در دشت‌های نزدیک گنجه اتفاق افتاد ارتش گرجی ارمنی به فرماندهی زاکاره و ایوانه موفق شدند سپاهیان امیر ابوبکر را شکست دهند و بر گنجه تسلط یابند. پس از چندی نیز روستاها و شهرهای واقع در دشت آرارات را فتح کردند.
در فاصلهٔ ۱۱۹۹–۱۲۰۱ میلادی ارتش گرجی-ارمنی شهرهای آنی و دوین را نیز از حوزهٔ حاکمیت امرا خارج ساخت. پس از این پیروزی‌ها، ملکهٔ گرجستان، ملکه تامار حکومت آنی را به زاکاره و امارت دوین را نیز به برادرش ایوانه واگذار کرد. ارتش گرجی ـ ارمنی طی نبردهای متعدد تا ۱۲۰۷ میلادی نواحی قارص و ملازگرد و قلعه‌های واقع در آن را نیز فتح کرد. سپس، رهسپار رودخانهٔ ارس شد و برخی از قلعه‌های واقع در مجاورت آن را نیز، که در دست نیروهای سلجوقی بود، بازپس گرفت.
به این ترتیب، تا اواخر ۱۲۲۵ میلادی، اکثر نواحی ارمنستان، که در دست امرای سلجوقی بود، به دست نیروهای گرجی ـ ارمنی فتح و حاکمیت آنها، از سوی ملکهٔ گرجستان، به خاندان ارمنی زاکاریان واگذار شد. جملگی این عوامل به مثابهٔ پایان حکمرانی مطلق۱۸۰ سالهٔ سلجوقیان بر ارمنستان بود. از این پس، خاندان زاکاریان حکومت ارمنستان را در دست گرفتند. آنان ارمنستان را به شیوهٔ فئودالی اداره می‌کردند اما مسلماً از لحاظ سیاسی و نظامی ارمنستان جزئی از پادشاهی گرجستان به‌شمار می‌آمد.